# دانگ‌فنگ جونفنگ
دانگ‌فنگ جونفنگ (俊风) یک مینی‌ون است که توسط دانگ‌فنگ تولید می‌شود.

## بررسی اجمالی

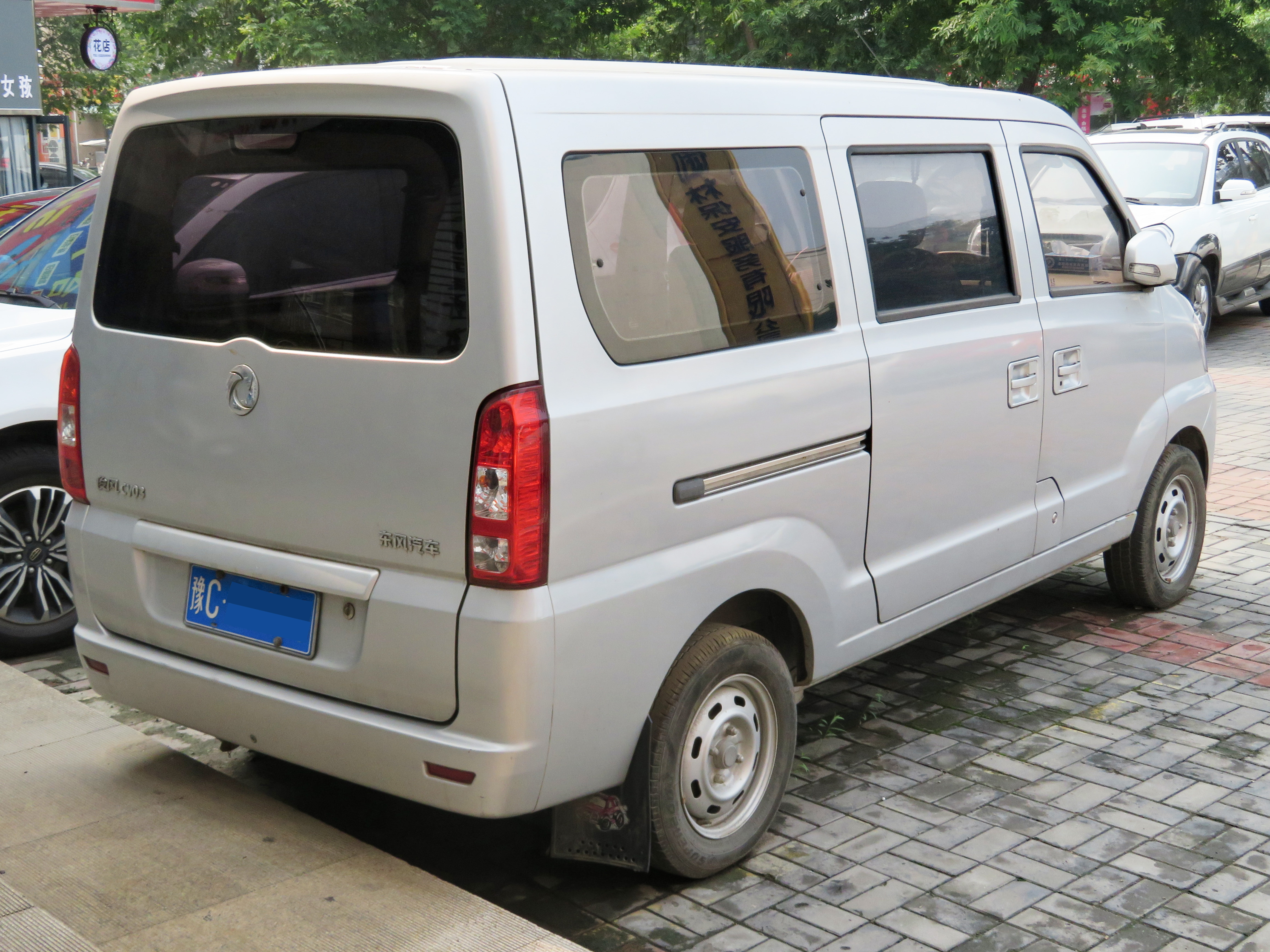
دانگ‌فنگ جونفنگ (عقب)

### پیشرانه
دانگ‌فنگ جونفنگ با یک موتور ۱٫۳ لیتری با تولید ۸۸ اسب بخار قدرت و ۱۲۰ نیوتن‌متر گشتاور تولید و عرضه شد که از یک جعبه‌دنده ۵ سرعته دستی بهره می‌برد. از سال ۲۰۱۳ قیمت دانگ‌فنگ جونفنگ از ۳۹۸۰۰ تا ۴۵۵۰۰ یوان متغیر است.

## نگارخانه

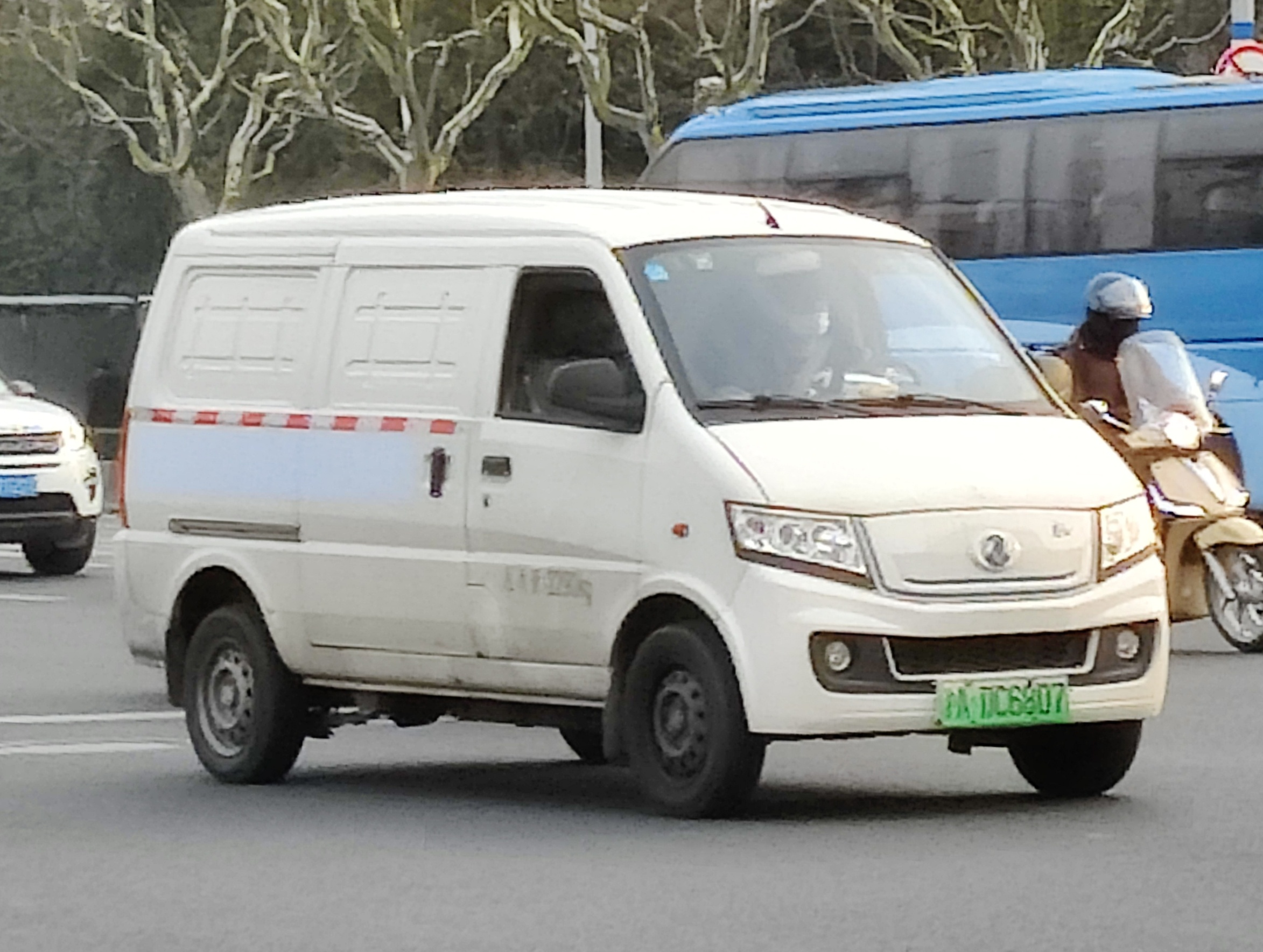
دانگ‌فنگ رویتایت (جلو)
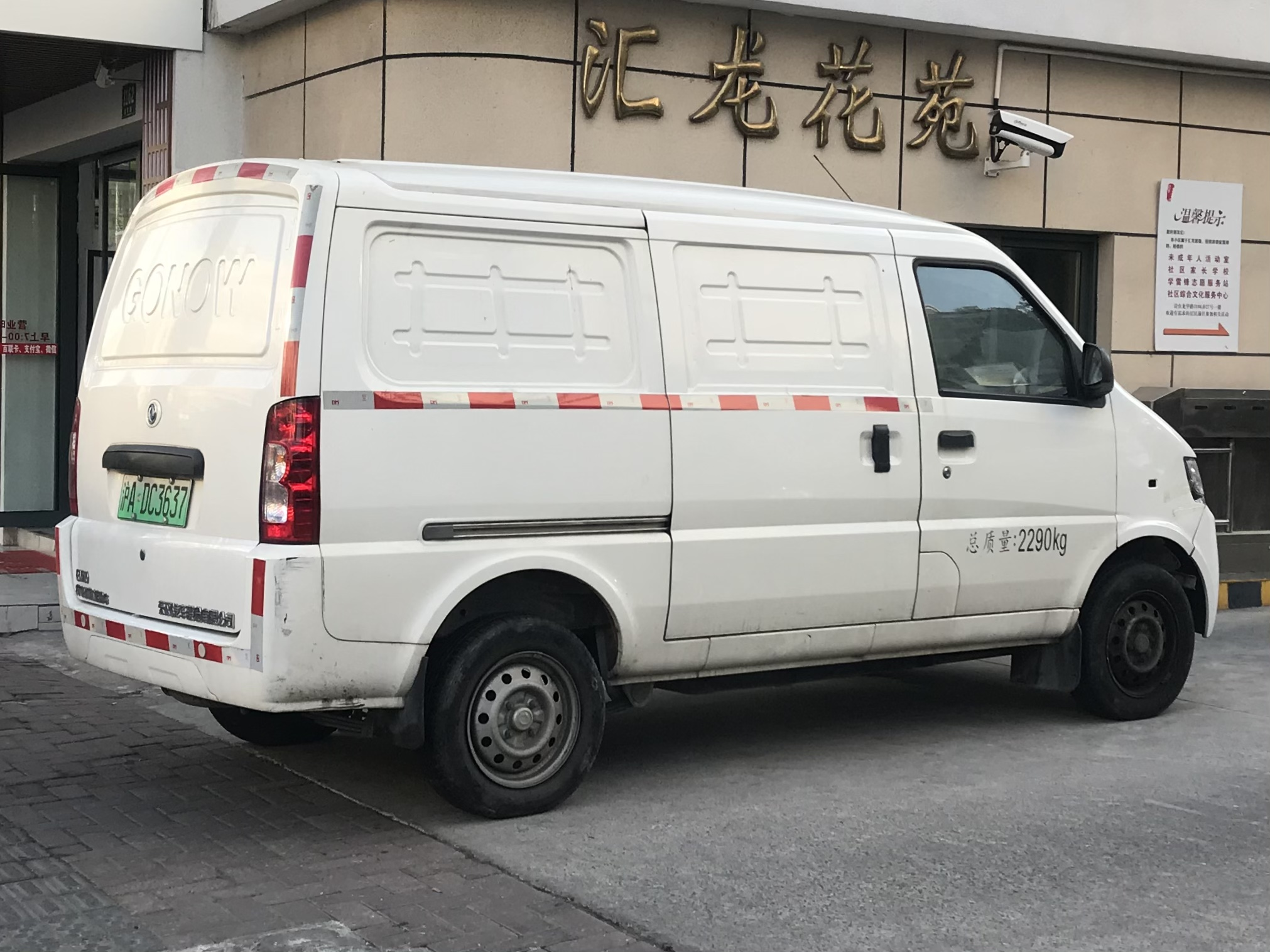
دانگ‌فنگ رویتایت (عقب)
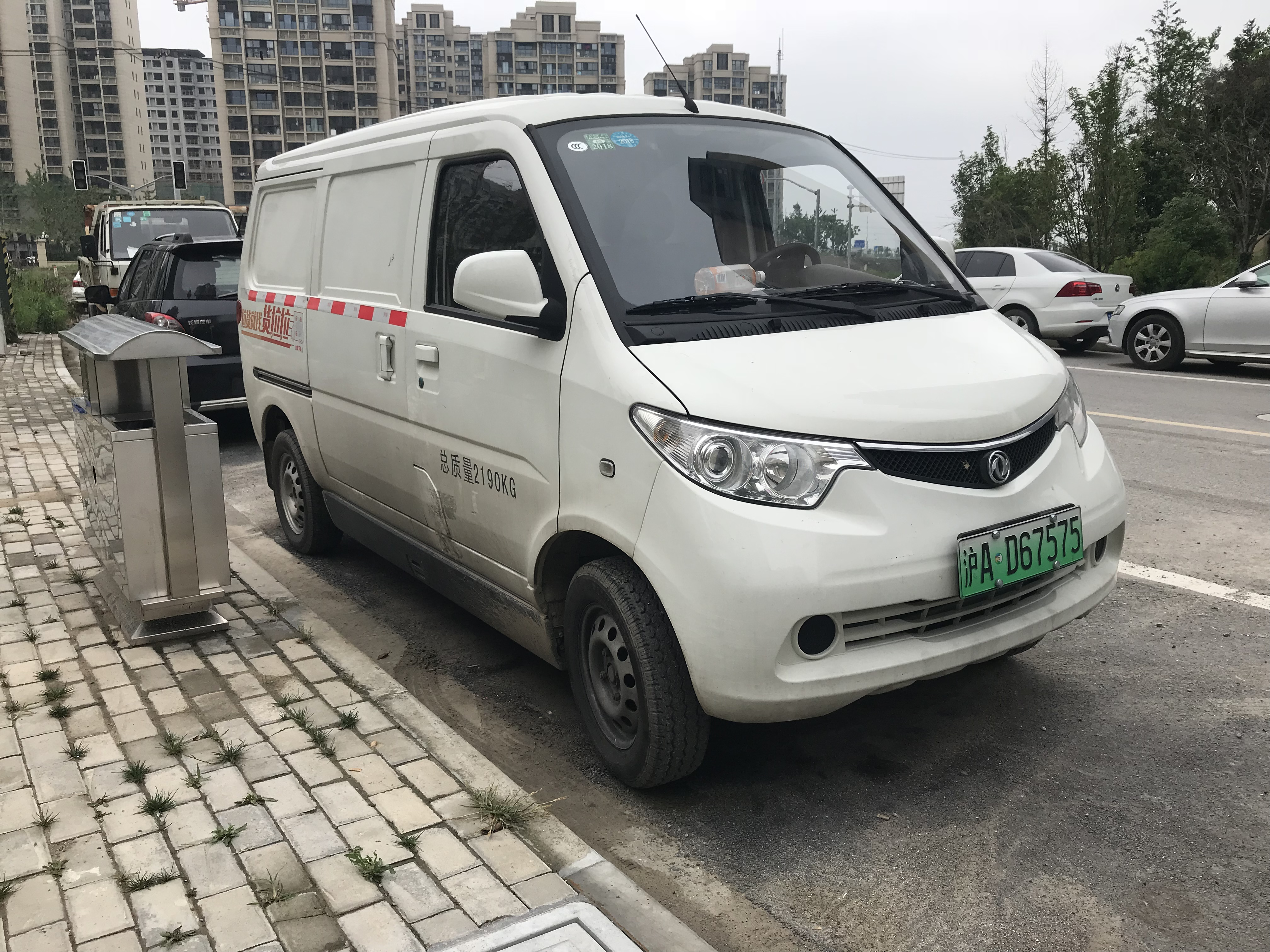
اسکیو جونفنگ (جلو)
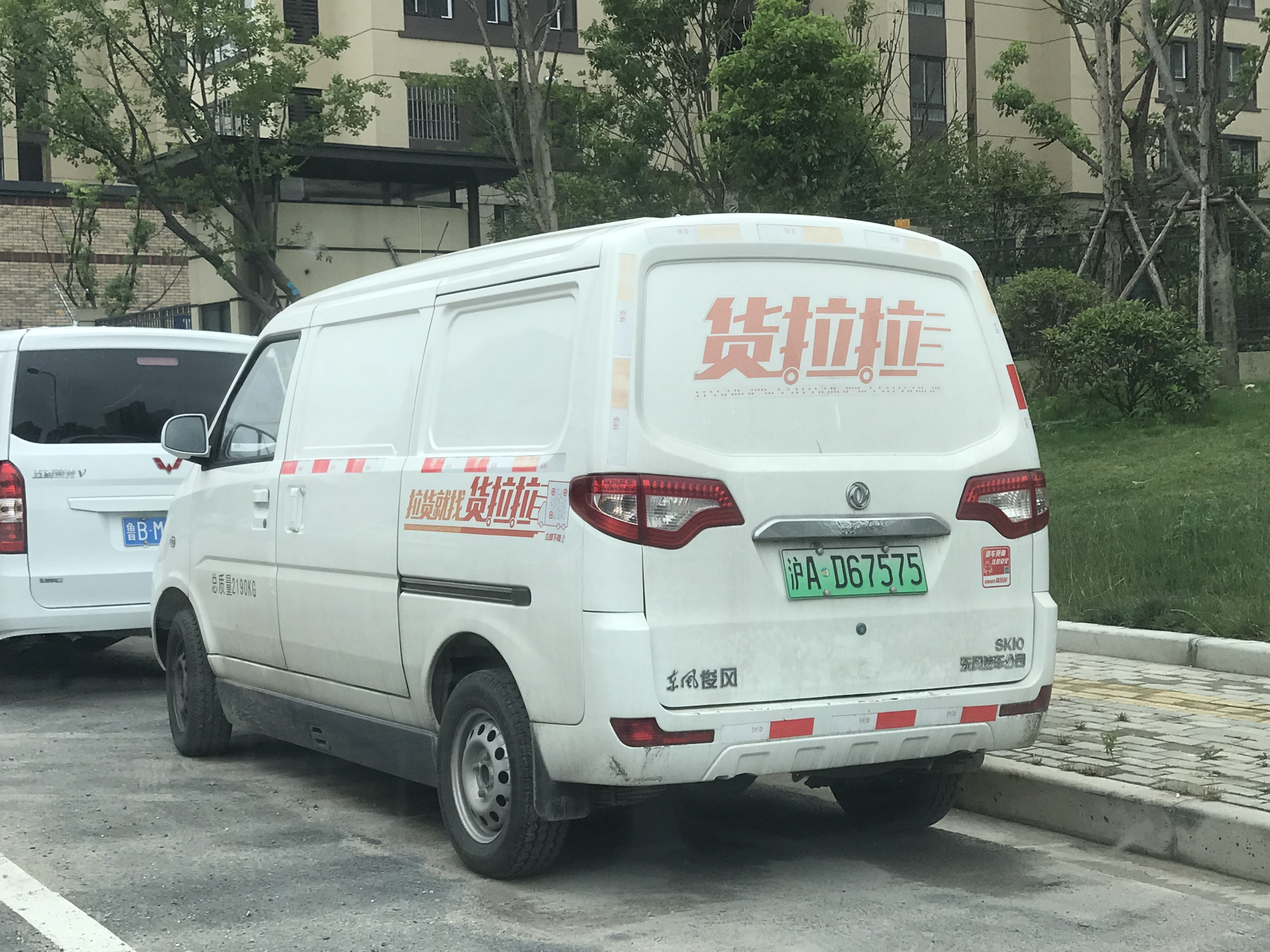
اسکیو جونفنگ (عقب)